# Stejnegers näbbval
Stejnegers näbbval (Mesoplodon stejnegeri) är en däggdjursart som beskrevs av Frederick W. True 1885. Stejnegers näbbval ingår i släktet Mesoplodon, och familjen näbbvalar. IUCN kategoriserar arten globalt som otillräckligt studerad. Inga underarter finns listade i Catalogue of Life.
Artepitetet och det svenska trivialnamnet syftar på den norska zoologen Leonhard Hess Stejneger.

## Utbredning
Det här är den näbbval som har det nordligaste utbredningsområdet i Stilla Havet. Det sträcker sig ända upp till Berings hav och arten föredrar kalla vatten. Valen finns på båda sidor av Stilla Havet, från den japanska kusten till södra Kalifornien, i USA.  De flyttar förmodligen söderut på vintern.

## Utseende
Stejnegers näbbval varierar i längd från 3 till 7 meter, med en medellängd av drygt 5,3 meter. Honorna är i regel längre än hanarna.
Båda könen är enhetligt grå eller svarta till färgen. Honorna har ofta ett ljusare parti på undersidan av kroppen, som hanarna saknar.
Arten skiljs från andra näbbvalar av tänderna form och läge. Individerna har två stora synliga tänder i nedre käken, som är att likna vid betar. Tänderna är påtagligt större hos hanarna.

## Habitat
Stejnegers näbbval trivs i subarktiska vatten, framför allt utanför kontinentalsockeln.

## Beteende
Stejnegers näbbval sett ofta i grupper på 3-4 individer och ibland på flockar upp till 15 exemplar.

## Förökning
Om artens förökning är inte mycket känt, annat än att ungarna föds på våren eller sommaren och att det är mycket ovanligt att honan nedkommer med mer än en unge. 

## Föda
Stejnegers näbbval lever huvudsakligen av bläckfisk, tillhörande familjerna Gonatidae and Cranchiidae.
Även fisk ingår i dieten. Valen har setts jaga laxstim. 

## Hot mot arten
Sonarljud på hög effekt tros förvilla denna art precis som andra näbbvalar, så att den tappar orienteringen - vilket har lett till strandade valar.
Valfångst har tidigare varit ett hot, eftersom japanska valfångare jagat valen. Arten har också fastnat i drivgarn som läggs på djupt vatten, både i Japanska havet och vid Nordamerikas västkust.
Som kallvattenart kan Stejnegers näbbval också vara känslig för klimatförändringen, när havets medeltemperatur stiger.
Det är vidare inte ovanligt med näbbvalar som har dött av svalda plastföremål.